# Plaza del Seis de Agosto
La plaza del Seis de Agosto es una plaza urbana en Gijón, Asturias (España).

## Nomenclatura
La plaza es llamada Seis de Agosto en referencia al 6 de agosto de 1811, día en el que Gaspar Melchor de Jovellanos (1744-1811) regresa a Gijón tras 7 años de ausencia y de prisión. Así mismo, el día 6 de agosto de 1891 se inaugura el monumento a Jovellanos, decidiendo el Ayuntamiento este nombre para la plaza el día 17 de agosto de 1891.
Previamente esta plaza había sido conocida como Plazuela de la Puerta de la Villa o como Plaza del Infante, en referencia un arco monumental instalado en la plaza por Jovellanos en 1782.

## Ubicación y descripción
La plaza está ubicada en el barrio de Centro, entre el paseo de Begoña, la calle Corrida y la plaza Europa. Tiene una forma cuadrangular con varias calles que confluyen en ella:
- Norte: Calle Libertad, calle Corrida, calle los Moros
- Este: Calle Fernández Vallín, calle Navia
- Sur: Calle Pelayo
- Oeste: Calle José las Clotas, calle Conde de Guadalhorce

La plaza está parcialmente peatonalizada, aunque en lado sur presenta una calzada de tres carriles y varias plazas de carga y descarga destinadas al Mercado del Sur. Hay un parking subterráneo, cuyo acceso penetra hasta el centro de la plaza. En el centro-sur de la plaza y sobre un podio se alza el Monumento a Jovellanos.

## Transportes
La plaza es un eje peatonal entre el tránsito proveniente del paseo de Begoña, la calle Corrida y la plaza Europa. La plaza no cuenta con paradas de autobús urbano, siendo la más próxima Plaza Europa.

## Historia

### El Arco del Infante o Puerta de la Villa (1782-1886)

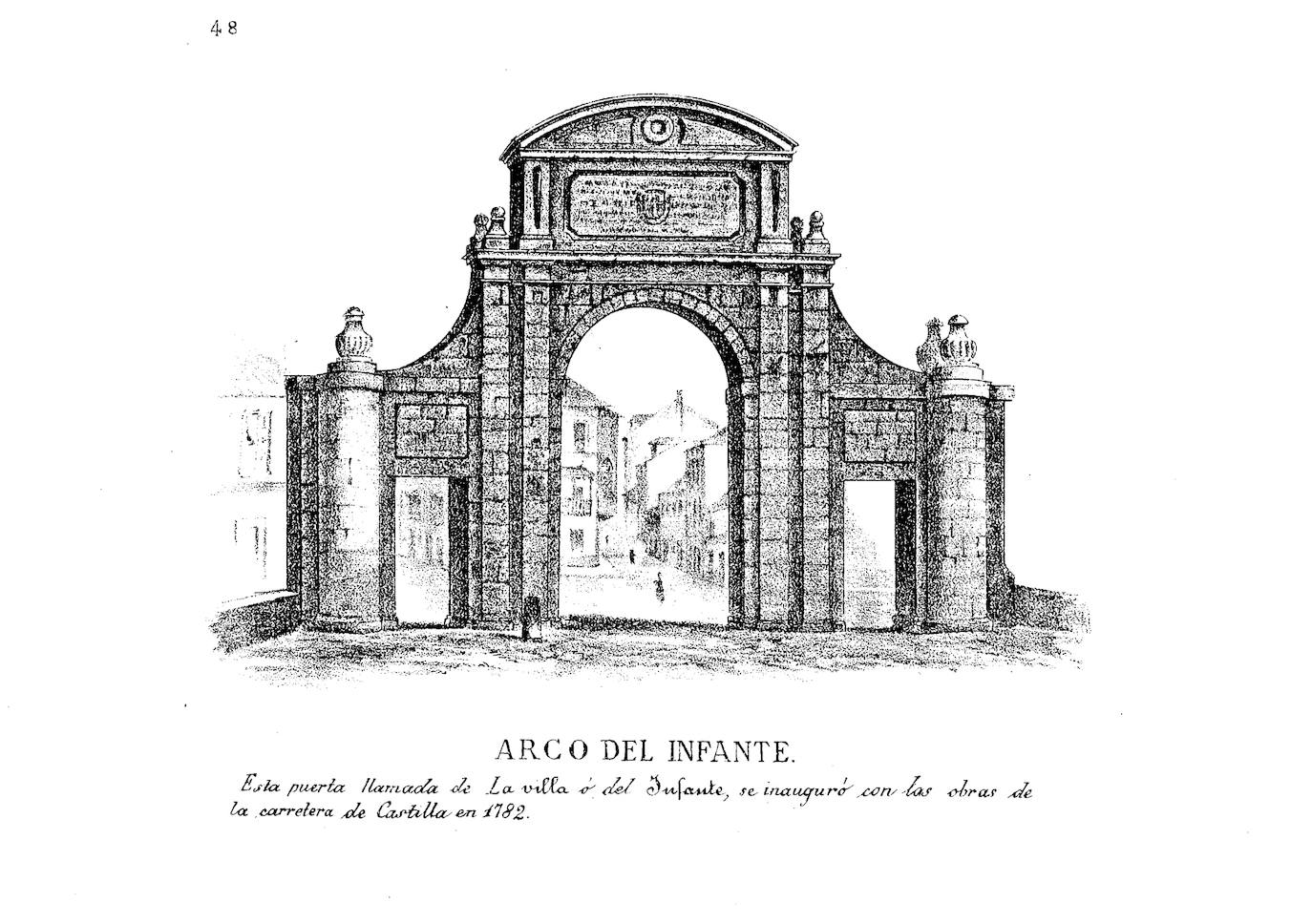
El arco en una ilustración de 1884.

Sobre el siglo XVIII la plaza se convierte en el principal acceso a la villa, puesto que aquí empezaba la carretera Oviedo-Gijón, que en la actualidad atravesaría la plaza Europa, discurriría todo el trazado de la avenida de la Constitución y llegaría a la AS-II, para continuar hasta Oviedo por la AS-381. El 13 de septiembre de 1782 se decide trasladar un arco monumental, anteriormente ubicado en la plaza de la Trinidad (actuales Jardines de la Reina), hasta esta plaza, al otro extremo de la calle Corrida. El arco monumental contaba con 3 vanos, un frontón semicircular y era de marcado estilo clasicista. Además, contaba con una inscripción en honor al Rey Pelayo, apareciendo como Infante Pelayo y siendo la plaza conocida con esa denominación. En 1885 se decide su demolición, alegando inestabilidad estructural. Se efectúa el derrumbe a finales de 1886.

### Monumento a Jovellanos (1891-act)

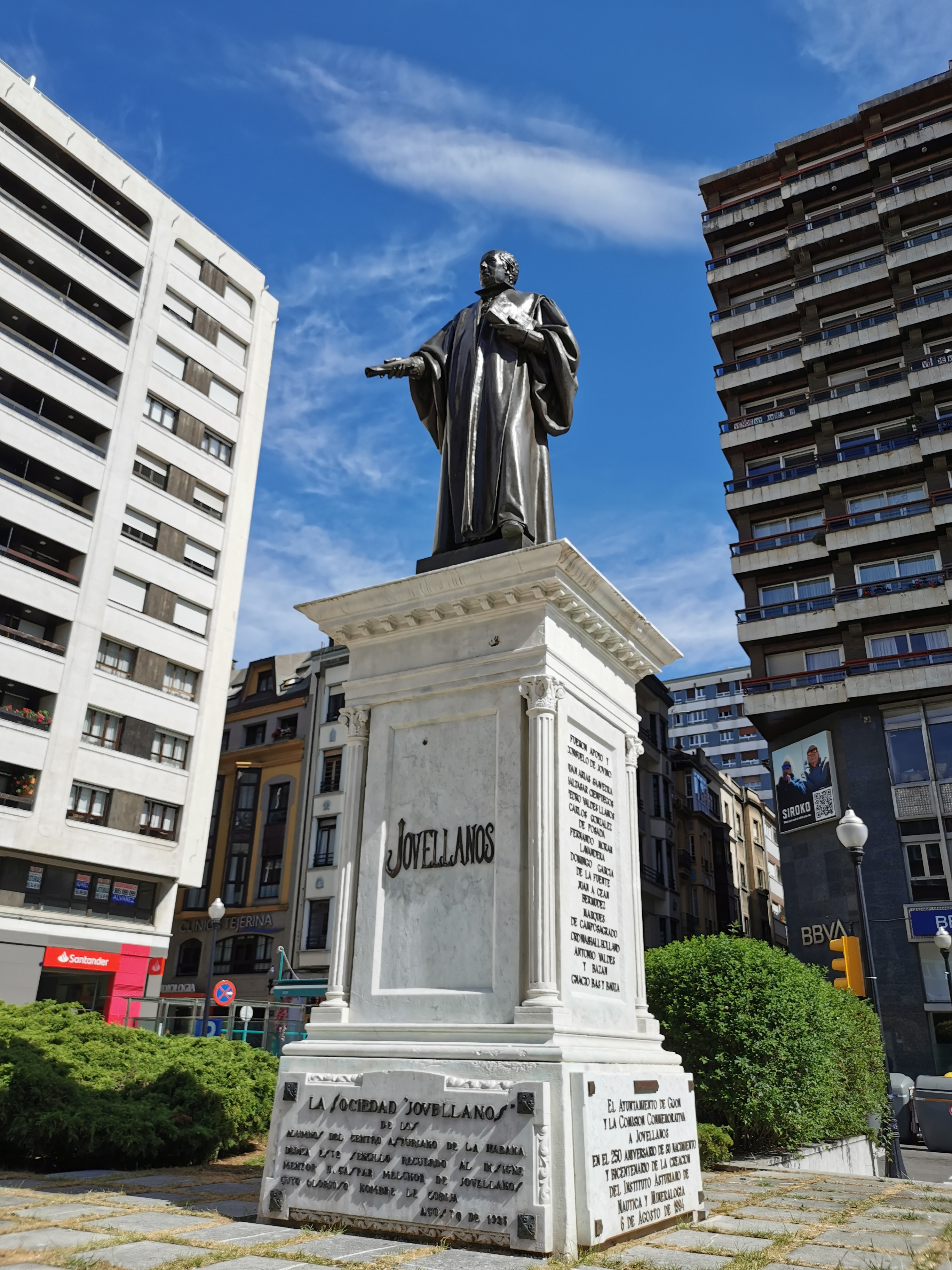
Monumento a Jovellanos

Escultura sobre podio de Jovellanos encargada en 1888 e inaugurada el 6 de agosto en 1891. Obra del catalán Manuel Fuxá. La escultura sería la única urbanización considerable de la plaza, siendo el resto baldía para la circulación y aparcamiento de vehículos.

### Reforma de 1929
En 1929 el arquitecto municipal Miguel García de la Cruz reforma la plaza, incluyendo ampliar y definir los límites de la plaza así común nuevo pedestal para la escultura. El pedestal consistía en una luneta elíptica ajardinada. Sin embargo, la plaza no sería ampliada hasta 1936 por el gobierno de Avelino González Mallada, caracterizado por las demoliciones repentinas.

### Fuente Luminosa (1966-1987)
En marzo de 1966 el Ayuntamiento decide urbanizar la plaza. El arquitecto municipal Enrique Álvarez Sala se encarga del nuevo diseño, ganando algo de espacio peatonal al incluir una fuente enfrente del monumento a Jovellanos. Dicha fuente es diseñada por el ingeniero catalán Carles Buïgas, que era experto en dichas obras como demuestra la Fuente Mágica de Montjuic (1929). La fuente, cuyo signo de identidad era una innovadora iluminación y chorros de agua, fue inaugurada junto a la plaza el 21 de octubre de 1967.

### Parking y actualidad (1987-)
En 1984 se peatonaliza la totalidad de la calle Corrida. En 1987 se plantea la construcción de un parking subterráneo, lo que significaría la demolición de la fuente y de la plaza en general. Fue el primer parking público subterráneo de la ciudad. La plaza se inaugura a principios de 1992 tras un coste de 500 millones de pesetas.

## Edificios de interés

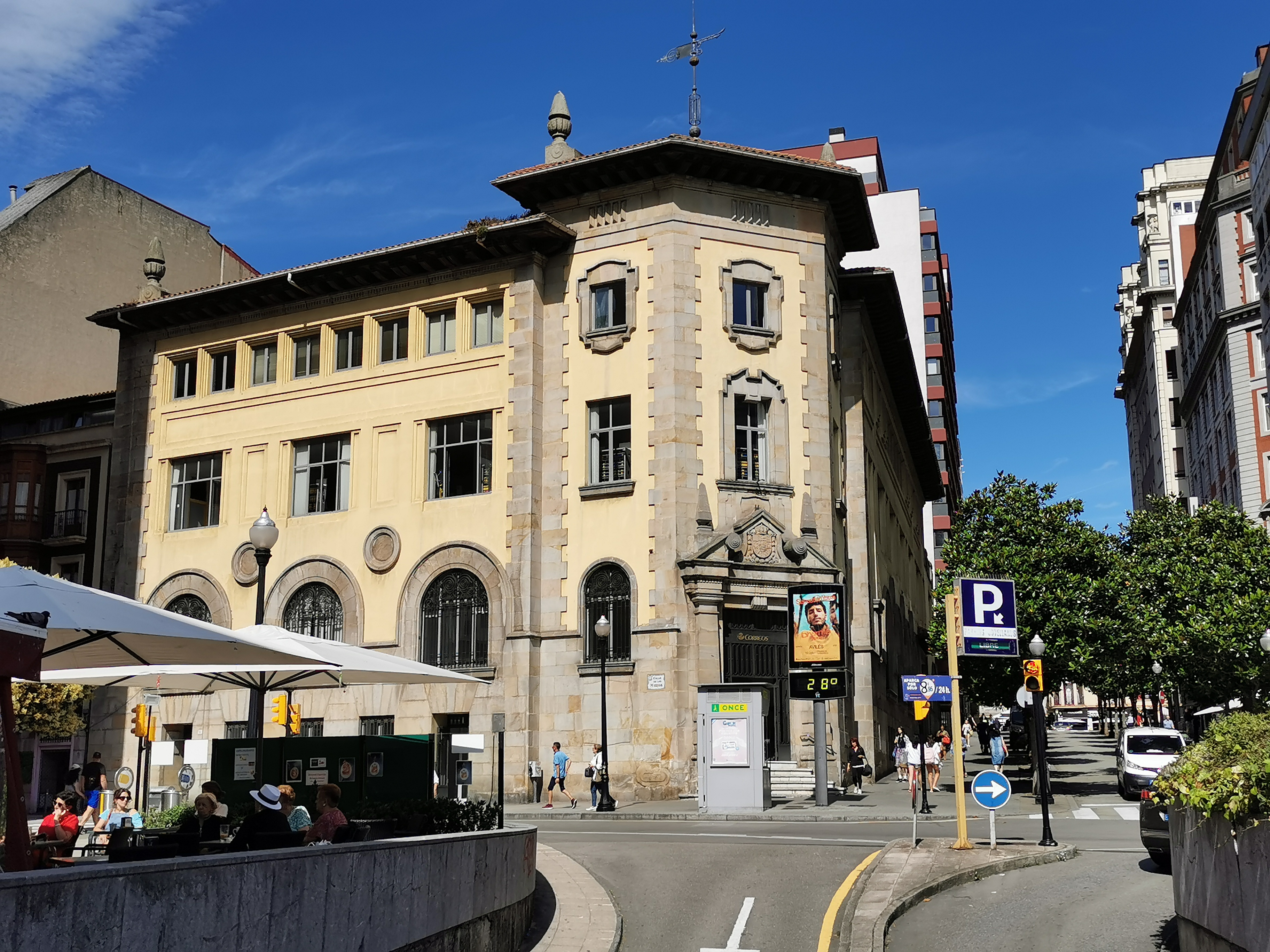
Casa de Correos, destaca por sus pináculos y arcos de medio punto.

Aunque la plaza fuera afectada considerablemente por la arquitectura desarrollista de los 1960 y los 1970, sigue conservando algunos edificios de interés.

### Lado norte
- Edificio Hotel Castilla: Edificio neobarroco a tres calles de gran prominencia construido en 1954.
- Calle los Moros, 50: Edificio a tres calles de ladrillo rojo visto y de gran altura construido en 1958.

### Lado oeste
- Edificio de Correos y Telégrafos: Edificio destinado a Correos de estilo neorrenacentista con una torre hexagonal presidida con un escudo de armas. Construido en 1928 por el arquitecto Joaquín Otamendi.[11]

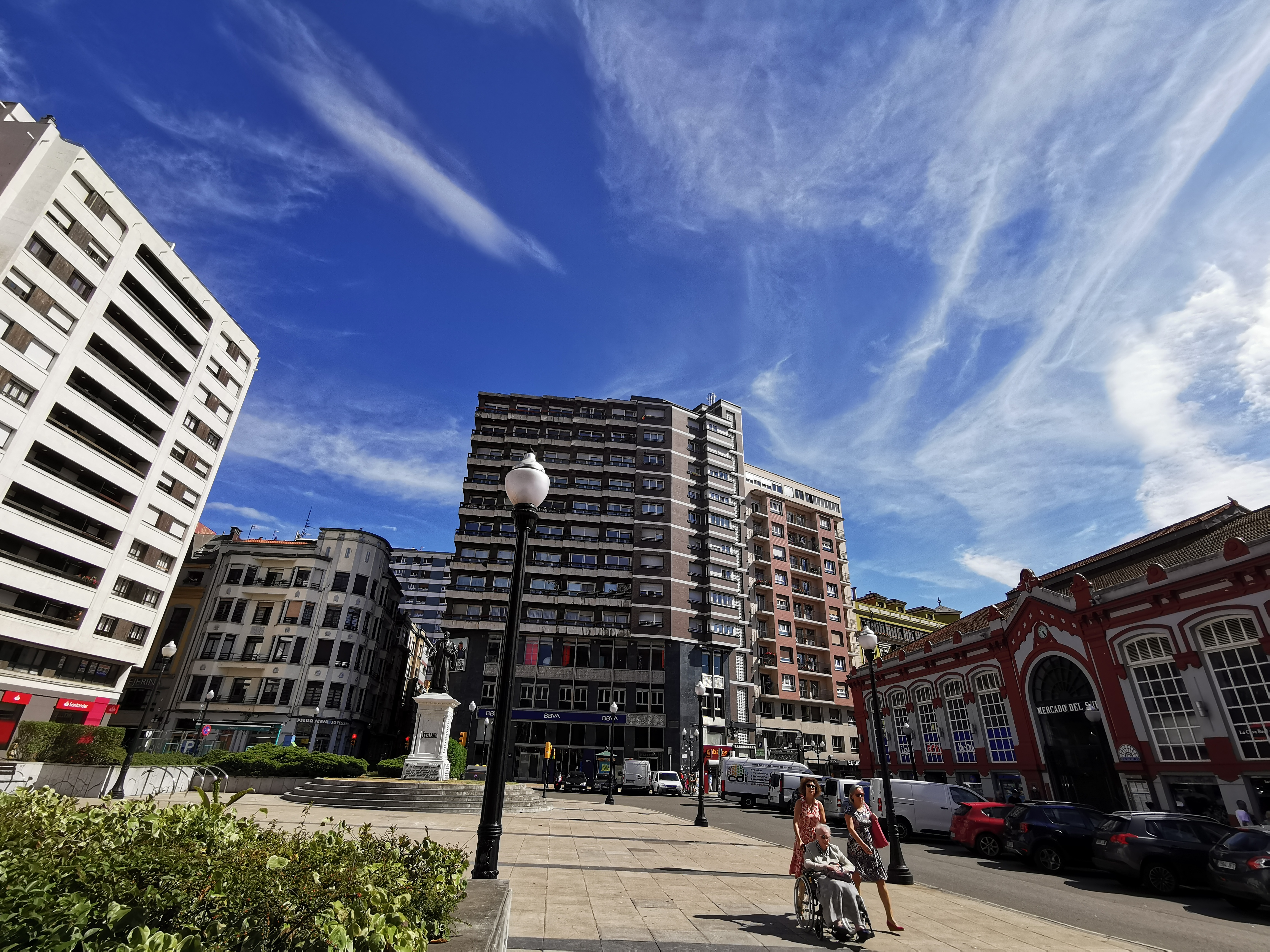
Edificio racionalista de Manuel del Busto, mamotreto de 1971 y Mercado del Sur

### Lado sur

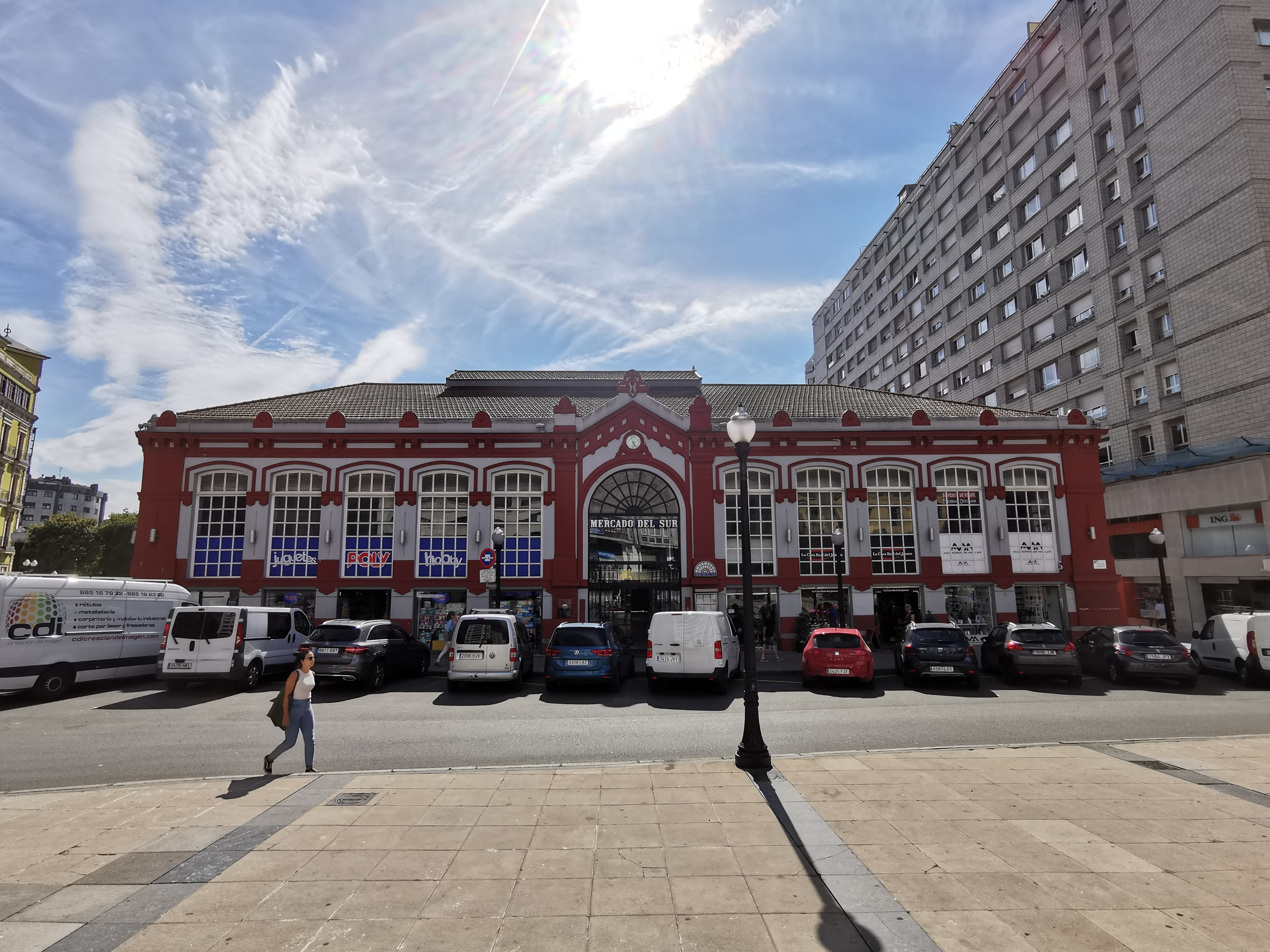
Mercado del Sur (1889)

- Plaza del Seis Agosto, 5: Ejercicio racionalista de Manuel del Busto. Construido en 1931.
- Calle Pelayo, 2: Edificio de 1971 que aparece criticado en La Nueva España debido a su gran altura, típica de Gijón en aquellos años.[12]

### Lado este
- Mercado del Sur: Plaza de abastos cubierta de gran tamaño y con una fachada ecléctica. Data de 1889.